# Desmond Holloway
Desmond Holloway, (Indianapolis, 28 de março de 1990) é um jogador de basquetebol americano que atua como ala-armador. Atualmente, defende o Rio Claro Basquete

## Carreira

### Ostioneros de Guaymas (2012)
Em 2012, Holloway jogou por um mês a CIBACOPA pelos Ostioneros de Guaymas. 

### Liga Sorocabana (2012–2013)
Assinou pela Liga Sorocabana em 9 de agosto de 2012. Na sua primeira temporada no Novo Basquete Brasil, formou uma das duplas mais eficientes do NBB ao lado de Kenny Dawkins, levando o clube sorocabano à sua melhor campanha no NBB, com 15 vitórias em 34 partidas (44,1% de aproveitamento). Foi convocado para representar o NBB Mundo no Jogo das Estrelas do NBB de 2013, além de disputar o Torneio de Enterradas. Ao final da temporada, se tornou o primeiro estrangeiro e o jogador mais jovem a ganhar o troféu de cestinha do NBB.

### Paulistano (2013–2015)
Em 2013, assinou com o Paulistano, mesmo destino de Kenny Dawkins. Com média de 18,1 pontos por jogo, Holloway liderou a equipe na fase de classificação e o Paulistano terminou em 2º lugar, com 23 vitórias em 32 jogos, melhor campanha da equipe no NBB. Holloway foi convocado pela segunda vez para disputar o Jogo das Estrelas pelo NBB Mundo e competiu no Super Desafio de Habilidades.
Nos Playoffs, o Paulistano caiu contra Franca nas quartas-de-final, e venceu a série por 3–2, com Holloway anotando 21 pontos no quinto jogo. O Paulistano precisou disputar mais cinco jogos na série semi-final contra São José. No confronto decisivo, Holloway anotou 30 pontos e 10 rebotes, levando o Paulistano à sua primeira final do NBB. Na Final, disputada em jogo único, os alvirrubros perderam para o atual campeão Flamengo por 78−73 e ficaram com o vice-campeonato. Dois dias após a derrota para o Flamengo, Holloway renovou com o Paulistano por mais uma temporada, afirmando o desejo de disputar a Liga das Américas.

### Pinheiros (2015–2018)
Holloway assinou com o Pinheiros para a temporada 2015−16.

## Estatísticas

### Temporada regular do NBB
| Ano               | Equipe            | PD  | MPJ  | 2P%  | 3P%  | LL%  | RT  | AS  | BR  | TO | PPJ  |
| ----------------- | ----------------- | --- | ---- | ---- | ---- | ---- | --- | --- | --- | -- | ---- |
| 2012–13           | Liga Sorocabana   | 34  | 30.0 | .575 | .327 | .817 | 4.5 | 1.0 | 1.3 | .2 | 20.5 |
| 2013–14           | Paulistano        | 31  | 26.4 | .596 | .416 | .880 | 4.7 | 1.5 | 1.4 | .2 | 18.1 |
| 2014–15           | Paulistano        | 28  | 25.3 | .519 | .097 | .819 | 4.1 | 1.3 | 1.0 | .3 | 15.1 |
| 2015–16           | Pinheiros         | 28  | 30.0 | .485 | .330 | .778 | 5.4 | 2.8 | 1.4 | .3 | 17.4 |
| Carreira          | Carreira          | 121 | 28.0 | .545 | .330 | .825 | 4.7 | 1.6 | 1.3 | .3 | 17.9 |
| Jogo das Estrelas | Jogo das Estrelas | 4   | 15.8 | .571 | .400 | .500 | 2.8 | 1.3 | 1.8 | .8 | 12.3 |

### Playoffs do NBB
| Ano      | Equipe          | PD | MPJ  | 2P%  | 3P%  | LL%  | RT  | AS  | BR  | TO | PPJ  |
| -------- | --------------- | -- | ---- | ---- | ---- | ---- | --- | --- | --- | -- | ---- |
| 2013     | Liga Sorocabana | 3  | 32.6 | .385 | .375 | .682 | 5.7 | 2.3 | 1.0 | .0 | 17.7 |
| 2014     | Paulistano      | 11 | 30.2 | .564 | .306 | .817 | 6.2 | 2.2 | 1.9 | .2 | 17.9 |
| 2015     | Paulistano      | 4  | 30.3 | .452 | .000 | .846 | 4.5 | .5  | 1.5 | .0 | 12.3 |
| 2016     | Pinheiros       | 9  | 33.8 | .494 | .294 | .800 | 5.1 | 3.4 | 2.9 | .1 | 15.8 |
| Carreira | Carreira        | 27 | 31.7 | .502 | .310 | .795 | 5.5 | 2.4 | 2.1 | .1 | 16.3 |